# Wilfried Peeters

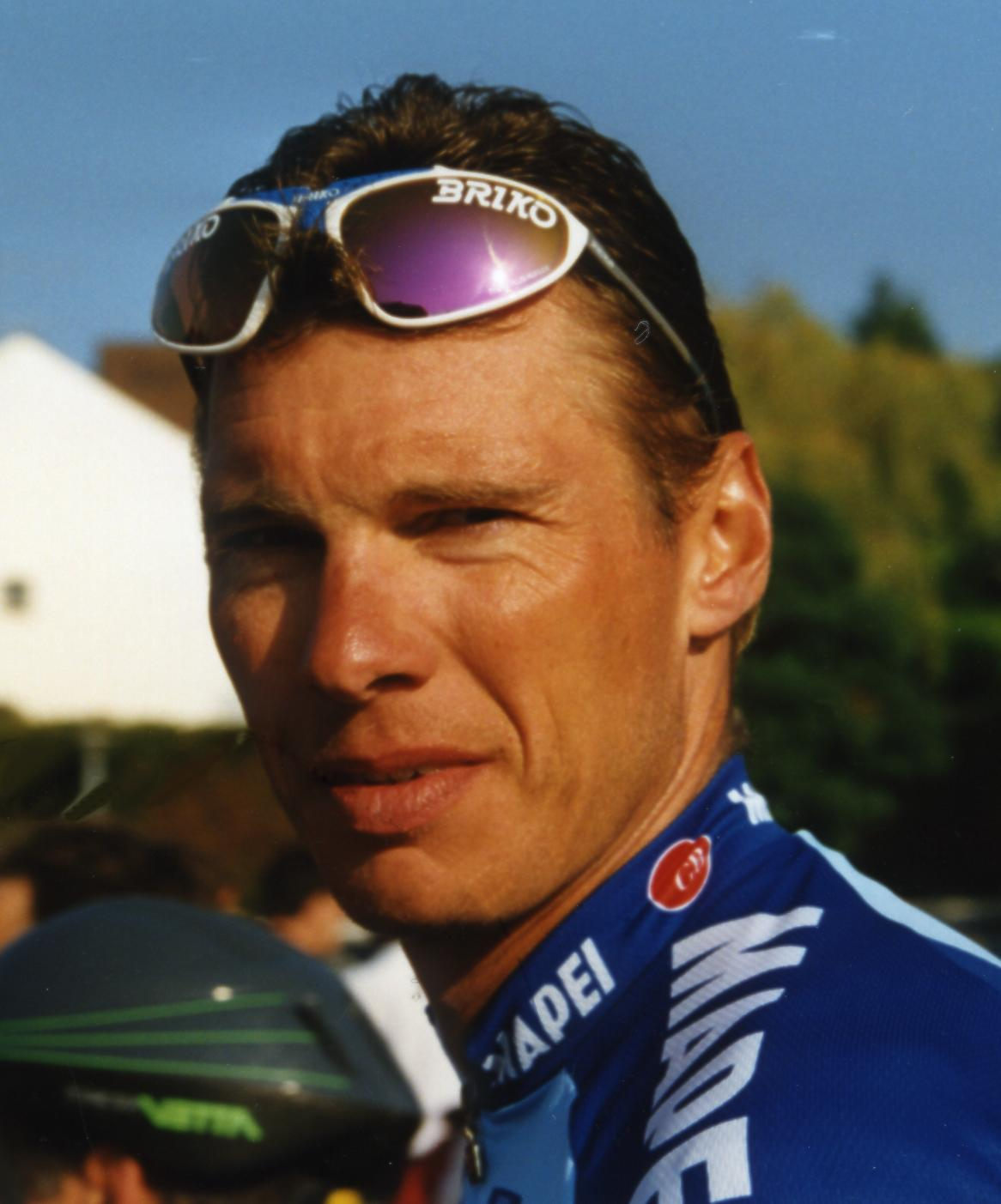
Wilfried Peeters

Wilfried Peeters (* 10. Juli 1964 in Mol, Belgien) ist ein ehemaliger belgischer Radrennfahrer. Seine Karriere begann er im Jahre 1986 und war bis 2001 als Profi aktiv. 2002 kehrte er als sportlicher Leiter des Radsportteams Domo-Farm Frites in den Radsport zurück und wechselte 2003 zu Quick Step.
Peeters nahm neunmal an der Tour de France teil und beendete diese 1998 als 68. Der größte Erfolg des Klassiker-Jägers war der Sieg bei Gent–Wevelgem im Jahr 1994. 1995 siegte er im Eintagesrennen Flèche Hesbignonne-Cras Avernas. Peeters galt als Lieblings-Helfer von Johan Museeuw. Eine bekannte Aufnahme von ihm, die ihn bei Paris–Roubaix 2001 zeigt, wurde in Frankreich zum Sportfoto des Jahres 2001 gewählt.

## Teams

### Rennfahrer
- 1986–1987 Sigma
- 1988 Sigma-Fina
- 1989–1991 Histor-Sigma
- 1992 Team Telekom
- 1993 Bianchi-Freetime
- 1993–1994 GB-MG Maglificio
- 1995–1997 Mapei-GB
- 1998 Mapei-Bricobi
- 1999–2000 Mapei-Quick Step
- 2001 Domo-Farm Frites

### Sportlicher Leiter
- 2002 Domo-Farm Frites
- Seit 2003 Quick Step